# Quartinia indica
Quartinia indica är en stekelart som beskrevs av Cameron 1904. Quartinia indica ingår i släktet Quartinia och familjen Masaridae. Inga underarter finns listade i Catalogue of Life.